# Mikhaïl Romm
Mikhaïl Ilitx Romm (en alfabet ciríl·lic: Михаи́л Ильи́ч Ромм) (Irkutsk, Imperi Rus, 24 de gener de 1901 – Moscou, URSS, 1 de novembre de 1971) fou un director de cinema soviètic.

## Biografia
Mikhaïl Romm es titula per la facultat d'escultura de l'Institut superior d'art i de tècnica l'any 1925. Treballa en principi com a escultor, actor i tradueix clàssics francesos. A partir de 1931, treballa al Sovkino (avui Mosfilm) i realitza el 1934 el seu primer film Bola de greix (Pyshka), adaptació de la novel·la de Guy de Maupassant, novel·lista que coneixia bé. Últim film mut soviètic, Bola de greix obté un èxit apreciable.
Romm roda a continuació Els Tretze, un drama d'aventures inspirat en La patrulla perduda de John Ford i el rodatge de la qual, en ple desert, és prou esgotador. Els seus dos films sobre Lenin, Lenin a l'octubre i Lenin v 1918 godu, suposen a Romm la consagració oficial. De 1940 a 1943, és director artístic de Mosfilm. A partir de 1938, és professor al VGIK i arriba el 1948 a cap del departament.
Els films que Romm signa entre 1945 i 1960 són percebuts com a obres amb petjada del corpus ideològic estalinista. Romm torna el 1961 mentre presenta Nou dies d'un any, un drama que s'inscriu en el marc de la renovació del cinema soviètic. El seu últim film, El feixisme quotidià, és un film de muntatge que descriu l'impacte de la doctrina nazi sobre el diari de la gent.
Mikhaïl Romm mor a Moscou l'1 de novembre 1970, a l'edat de 70 anys. Ha influït nombrosos escenògrafs com Andrei Tarkovski, Grigori Txoukhrai, Vassili Xukxín, Nikita Mikhalkov, Gueorgui Danielia, Aleksander Mitta, Igor Talankine, Rezo Txkheidze, Gleb Panfilov, Vladimir Bassov, Tenguiz Abuladze, Elem Klímov i d'altres.
Va estar casat amb l'actriu Ielena Kuzmina, que va conèixer en el rodatge del seu film Els Tretze.

## Filmografia
| Any  | Traducció literal en català    | Títol original en rus                                   | Notes                          |
| ---- | ------------------------------ | ------------------------------------------------------- | ------------------------------ |
| 1934 |                                | Pixka (Пышка)                                           |                                |
| 1936 | Tretze                         | Tridnatsat (Тринадцать)                                 |                                |
| 1937 | Lenin a l'octubre              | Lenin v oktiabre, (Ленин в октяабре)                    | codirigit amb Dmitri Vassíliev |
| 1939 | Lenin el 1918                  | Lenin v 1918 godu, (Ленин в 1918 году)                  |                                |
| 1941 | El somni                       | Metxta (Мечта)                                          |                                |
| 1945 | Persona nr. 217                | Txelovek nr. 217 (Человек № 217)                        |                                |
| 1947 | La qüestió russa               | Russki Vopros (Русский вопрос)                          |                                |
| 1949 | Vladimir Ilitx Lenin           | Vladimir Ilitx Lenin (Владимир Ильич Ленин)             | documental                     |
| 1950 | Missió secreta                 | Secretnaia missia (Секретная миссия)                    |                                |
| 1953 | Els vaixells ataquen el bastió | Korabli shturmuiut bastioni (Корабли штурмуют бастионы) |                                |
| 1953 | Admirall Ushakov               | Admiral Ushakov (Адмирал Ушаков)                        |                                |
| 1956 | Assassinat al carrer Dante     | Ubistvo na ulitse Dante (Убийство на улице Данте)       |                                |
| 1958 | Lenin viu                      | Jivoi Lenin (Живой Ленин)                               | documental                     |
| 1962 | Nou dies d'un any              | Deviat dnei odnovo goda (Девяать Дней Одного Года)      |                                |
| 1963 | Boris Shukin                   | Boris Shukin (Борис Щукин)                              |                                |
| 1965 | El feixisme quotidià           | Obiknovenni fashizm (Обыкновенный фашизм)               | documental                     |
| 1970 | Les primeres pàgines           | Pervie stranitsi (Первые страницы)                      | documental                     |
| 1976 | I encara jo crec...            | I vse-taki ia veriu... (И все-таки я верю...)           | documental                     |